# جزيرة جارفيس
جزيرة جارفيس (بالإنجليزية: Jarvis Island)‏ هي جزيرة مرجانية غير مأهوله تقع في جنوب المحيط الهادي، كانت تعرف قديما باسم جزيرة بنكر، وهي تقريبًا تقع في نصف المسافة بين جزر كوك وجزر هاواي، وهي إقليم فردي وغير منظم تابع للولايات المتحدة الأمريكية تديرها كل من منظمة الولايات المتحدة للأسماك والحياة البرية التابعة لإدارة الولايات المتحدة الداخلية كجزء من المنظومة الوطنية للحياة الفطرية.
جارفيس هي واحدة من جزر الخط الجنوبية ولاجل أسباب إحصائية أيضا صنفت باعتبارها واحدة من الجزر الصغرى النائية التابعة للولايات المتحدة.

## الجغرافيا
في حين يتم وضع علامات لبعض المراسي والمرافىء البحرية لكل دولة أو جزيرة على الخرائط، فإن جزيرة جارفيس لا يوجد لديها أي من الموانئ أو المرافئ وذلك بسبب التيارات السريعة التي تشكل خطراً كبيرا على التنقل في المحيط، ومع ذلك فإن الجزيرة تملك منطقة لاستقبال القوارب في منتصف الساحل الغربي للجزيرة، وآخر بالقرب من الركن الجنوبي الغربي للجزيرة.
تقع جزيرة جارفيس علب بعد 25 ميلا (40 كليومتر) إلى الجنوب من خط الاستواء، جزيرة جارفيس لا يوجد بها أي من المياه العذبة الطبيعية سواء كانت أنهار أو ينابيع أو بحيرات، وهي وعلى الرغم من ذلك تعاني من قلة شحيحه في الأمطار التي تسقط عليها، أما منظر الجزيرة فيبدو أرض مستوية تحوي على بعض الأعشاب المتناثرة على أرض الجزيرة بلا أي نوع من النباتات أو الشجيرات، وليس هناك دليل قائم على أن الجزيرة قد حوت على أي شكل من أشكال الحياة البشرية.

## التاريخ

### الاكتشاف
كانت رؤية الجزيرة لأول مرة عن طريق الإوروبيين في 21 أغسطس 1821 عن طريق السفينة الإنجليزية إليزا فرانسيس، والتي كان يمتلكها الإخوان إدوارد وتوماس وويليام جارفيس. وكان يقودها الملاح كابتن براون. في مارس 1857, تبنت الولايات المتحدة الأمريكية تلك الجزيرة الغير مأهولة بالسكان بموجب قانون جزر ذرق الطيور (غوانو)، وتم تنفيذه عام 1858.

### استخراج ذرق الطيور في القرن التاسع عشر
بداية من عام 1858, تم بناء عدة هياكل دعمٍ، مع منزل مراقبة بثمانية غرف يتميز بقبة المراقبة وشرفات واسعة، ومنزل ذو الطابقين. ووضع بالأسفل مسارات الترام لنقل ذرق الطيور للساحل الغربي. بعد 21 عاماً، أصبحت جزيرة جارفيس مركز تجاري هام لاستخراج ذرق الطيور، والتي يتم نقلها للولايات المتحدة كسماد، ولكن قامت الولايات المتحدة بالاستغناء عن الجزيرة فجأة في عام 1879, وتركت خلفها عشرات من المباني و 8,000 طن من ذرق الطيور المستخرج.
قام بعض رجال الأعمال في نيوزلندا بمحاولات فاشلة في استكمال استخراج ذرق الطيور من جزيرة جارفيس. وتُرك سكيور فلوكتون في الجزيرة وحده في منصب القائم بالأعمال لعدة شهور قبل أن ينتحر هناك.
في 3 يونيو 1889, ضمت المملكة المتحدة الجزيرة. وزارها رجل الأعمال وصاحب مشاريع الفوسفات جون أروندل في عام 1909.

### حطام سفينة أمارانث
في 30 أغسطس 1913, كانت تحمل سفينة أمارانث (قبطانه نيلسون) شحنة من الفحم تنقله من نيوكاسل إلى سان فرانسيسكو عندما تحطمتم على ساحل جارفيس الجنوبي. العديد من مباني الاستخراج والمبنى ذو الطابقين رأو طاقم أمارانث، الذين تركو جارفيس في قاربي نجاة. أحدهم وصل باجو باجو، ساموا الأمريكية، والآخر وصل إلى أبيا في ساموا.
ولوحظت بقايا السفينة مبعثرة لعدة من السنين، وكانت تحاط بشظايا الفحم التي تحمله السفينة عندما رأوها في الثلاثينيات عند الشاطئ الجنوبي.

### السنة الجيوفيزيائية الدولية
زار جزيرة جارفيس العديد من العلماء خلال السنة الجيوفيزيائية الدولية من يوليو 1957 حتى نوفمبر 1958. في يناير 1958 اجتاحت الجزيرة عاصفة شديدة استمرت عدة أيام أرسلت جميع الأنقاض المتناثرة أثناء حقبة الاستعمار من القرن التاسع عشر والحفريات بين سنتي 1935- 1942 بعيداً دون أن تترك أثرا، وقد شهد تلك العاصفة بعض العلماء. عندما انتهى المشروع البحثي IGY تم التخلي عن الجزيرة مرة أخرى. وبحلول أوائل 1960 كانت بضعة أكواخ، كثبان من القمامة المتراكمة، ومنازل لعلماء من أواخر 1950، بالإضافة إلى منارة قصيرة بنيت قبل عقدين كانت العلامة الوحيدة على سكن الإنسان في جارفيس.

### المحمية الوطنية للحياة البرية
يوم 27 يونيو عام 1974، أنشأ وزير الداخلية روجرز مورتون المحمية الوطنية للحياة البرية في جزيرة جارفيس التي تمت توسعتها في عام 2009 لإضافة الأراضي المغمورة لحوالي 12 ميلا بحريا (22 كلم) من الجزيرة. ملجأ يضم حاليا 1273 فدان (5.15 كم مربع) من الأراضي و428580 دونم (1734.4 كم مربع) من المياه. جنبا إلى جنب مع ست جزر أخرى، تدار الجزيرة بواسطة الأمريكية للاسماك والحياة البرية كجزء من جزر المحيط الهادئ البعيدة. في يناير 2009، تمت ترقية هذا الكيان البعيد من جزر المحيط الهادئ البحرية إلى نُصب تذكاري وطني من قبل الرئيس السابق جورج بوش.
دخول الجمهور إلى جزيرة جارفيس يتطلب تصريحا خاصا ويقتصر عموما على العلماء والمربين. يزور الجزيرة بشكل دوري كل من الولايات المتحدة للأسماك والحياة البرية وحرس السواحل التابع للدولة.